# Сквамарина щетиниста
Сквамари́на щети́ниста (Squamarina cartilaginea) — вид сумчастих лишайників родини Стереокаулонові.

## Поширення
Середземноморський палеарктичний вид. Лишайник поширений у Європі, особливо у середземноморських районах, на півночі Європи рідшає (Скандинавія, Велика Британія, Бельгія, Данія, Німеччина, Польща, Україна, Франція, Італія, Балканський півострів), на Кавказі, в Західній Азії, Північній Африці (Алжир), на Канарських островах.
В Україні рідкісний вид, тут знаходиться північна межа ареалу. Зареєстрований у Тернопільській (Кременець), Хмельницькій, Миколаївській областях та у Криму (у Степовому та Гірському Криму, на Південному березі Криму).

## Морфологія
Слань 4–12 см завширшки, спочатку більшменш кругляста, далі часто неправильної форми (часто зливається з сусідніми сланями, утворюючи великі безформні плями), досить крихка, не щільно притиснена до субстрату, товста, до 0,3–0,5 мм завтовшки, матова або з блискучими молодими частинами, зверху бурувато-жовтувата, сірувато-зеленувата, жовтувато-оливкова до блідо-рудуватої чи оливково-коричнюватої; знизу світло-рожева, на периферії білувата. В центральній частині слань тріщинувато-ареольована чи луската, на периферії з променисто розташованими лопатями, а пізніше вся слань складається з заокруглено-зарубчасто-лопатевих лусочок, що накривають одна одну. Апотеції часто численні, здебільшого розташовані в центрі слані, до 1–2,5 см у діаметрі. Розмножується нестатевим (зігнутими пікноконідіями та фрагментами слані) та статевим (одноклітинними еліпсоїдними спорами) шляхом.

## Екологія
Росте відшаруваннях порід, на карнизах і по щілинах, на наносах ґрунту. Трапляється групами або поодинці.

## Охорона
Вид занесений до Червоної книги України зі статусом «Рідкісний». Охороняється у національному парку «Кременецькі гори», Кримському, Карадазькому заповідниках та заказнику «Новий Світ».